# Fédération internationale des syndicats d'Asie et d'Afrique
 (novembre 2021).
Si vous disposez d'ouvrages ou d'articles de référence ou si vous connaissez des sites web de qualité traitant du thème abordé ici, merci de compléter l'article en donnant les références utiles à sa vérifiabilité et en les liant à la section « Notes et références ».
 (novembre 2021).
La mise en forme du texte ne suit pas les recommandations de Wikipédia : il faut le « wikifier ».
Les points d'amélioration suivants sont les cas les plus fréquents. Le détail des points à revoir est peut-être précisé sur la page de discussion.
- Les titres sont pré-formatés par le logiciel. Ils ne sont ni en capitales, ni en gras.
- Le texte ne doit pas être écrit en capitales (les noms de famille non plus), ni en gras, ni en italique, ni en « petit »…
- Le gras n'est utilisé que pour surligner le titre de l'article dans l'introduction, une seule fois.
- L'italique est rarement utilisé : mots en langue étrangère, titres d'œuvres, noms de bateaux, etc.
- Les citations ne sont pas en italique mais en corps de texte normal. Elles sont entourées par des guillemets français : « et ».
- Les listes à puces sont à éviter, des paragraphes rédigés étant largement préférés. Les tableaux sont à réserver à la présentation de données structurées (résultats, etc.).
- Les appels de note de bas de page (petits chiffres en exposant, introduits par l'outil «  Source ») sont à placer entre la fin de phrase et le point final[comme ça].
- Les liens internes (vers d'autres articles de Wikipédia) sont à choisir avec parcimonie. Créez des liens vers des articles approfondissant le sujet. Les termes génériques sans rapport avec le sujet sont à éviter, ainsi que les répétitions de liens vers un même terme.
- Les liens externes sont à placer uniquement dans une section « Liens externes », à la fin de l'article. Ces liens sont à choisir avec parcimonie suivant les règles définies. Si un lien sert de source à l'article, son insertion dans le texte est à faire par les notes de bas de page.
- La présentation des références doit suivre les conventions bibliographiques. Il est recommandé d'utiliser les modèles {{Ouvrage}}, {{Chapitre}}, {{Article}}, {{Lien web}} et/ou {{Bibliographie}}. Le mode d'édition visuel peut mettre en forme automatiquement les références.
- Insérer une infobox (cadre d'informations à droite) n'est pas obligatoire pour parachever la mise en page.

Pour une aide détaillée, merci de consulter Aide:Wikification.
Si vous pensez que ces points ont été résolus, vous pouvez retirer ce bandeau et améliorer la mise en forme d'un autre article.
 (novembre 2021).
La Fédération internationale des syndicats d'Asie et d'Afrique (IFAATU) (en arabe: الاتحاد الدولي لنقابات آسيا وإفريقيا) est une Confédération syndicale internationale créée à l'initiative du Koweït lors de sa première conférence fondatrice tenue le 10/14/2019 à Beyrouth, capitale du Liban. La ville de Rabat, capitale du Maroc, a été choisie comme siège de cette fédération qui représente les centrales syndicales des continents d'Asie et d'Afrique. Elle est présidée par Saud Al-Hujailan, homme politique koweïtien et syndicaliste, qui est aussi un des fondateurs de cette fédération.

## Déclaration fondatrice
Dans la déclaration fondatrice de la (IFAATU) on lit :
"Dans le cadre de la coopération syndicale conjointe Afrique-Asie, par cette déclaration, nous annonçons la création de «La fédération internationale des syndicats d'Asie et d'Afrique» qui défend les intérêts des travailleurs des deux continents en particulier et des travailleurs du monde en général et se considère comme faisant partie du Mouvement ouvrier mondial dont les intérêts sont inséparables des intérêts du mouvement ouvrier en Asie et en Afrique et le syndicat lutte aux côtés d’autres syndicats indépendants et du mouvement ouvrier général en Asie et en Afrique afin d’unir les rangs de la classe ouvrière au nom des intérêts des sociétés et de leur droit à assurer la sécurité, la liberté et le bien-être économique et social."

## Déclaration liminaire
Dans la déclaration liminaire sur la (IFAATU) on lit:
« Nous, travailleurs et militants du mouvement ouvrier sur les deux continents, avons initié la convocation de la conférence de fondation de la Fédération dans la capitale libanaise - Beyrouth le 10/12/2019, motivés par des sentiments de justice et d'humanité, gagnant la légitimité de la communauté internationale conventions numéros 87 et 98 émises par l'Organisation internationale du travail concernant la liberté d'association et la protection du droit d'organisation en tant que conventions fondamentales liées par la Déclaration universelle des principes et droits fondamentaux au travail de 1998. » 
Selon le site officiel de l'Organisation internationale du travail, cette Déclaration oblige les États membres, qu'ils aient ou non ratifié les conventions correspondantes, à respecter et à promouvoir les principes et les droits, classés selon quatre catégories. Ces quatre catégories comprennent: la liberté d'association et la reconnaissance effective du droit de négociation collective, l'élimination de toute forme de travail forcé ou obligatoire, l'abolition effective du travail des enfants, l'élimination de la discrimination en matière d'emploi et de profession.

## Organisations membres
Les organisations membres de La fédération internationale des syndicats d'Asie et d'Afrique (IFAATU):
1. Fédération générale des syndicats d’Irak (GFITU)
2. Fédération générale des travailleurs en Irak (GFIW)
3. Confédération démocratique des travailleurs du Niger (CDTN)
4. Union national des travailleurs libyens (UNTL)
5. Organisation centrale des syndicats libres en Ouganda (COFTU)
6. Organisation nationale des syndicats en Ouganda (NOTU)
7. Confédération indépendante des syndicats du Tchad (CIST)
8. Confédération libre des travailleurs du Tchad (CLTT)
9. Confédération nationale des travailleurs de Guinée (CNTG)
10. Fédération du travail du Pakistan (PLF)
11. Confédération du travail du Pakistan (LFOP)
12. Union des syndicats autonomes du Madagascar (USAM)
13. Congrès syndical de Maurice (MTUC)
14. Confédération syndicale des travailleurs du Togo (CSTT)
15. Syndicat des travailleurs de Tunisie (CGTT)
16. Confédération des travailleuses et travailleurs des Comores (CTTC)
17. Confédération syndicale des travailleurs du Cameroun (CSTC)
18. Confédération des syndicats autonomes du Cameroun (CSAC)
19. Fédération nationale des syndicats travailleurs des collectivités territoriales décentralisées du Cameroun (FENTEDCAM)
20. Union nationale du travail au Maroc (UNTM)
21. La Fédération générale des syndicats de Gambie
22. Union des syndicats du Tchad (UST)
23. Union djiboutienne du travail (UDT)
24. Confédération syndicale gabonaise (COSYGA)
25. Union tunisienne des travailleurs (UTT)
26. Union nationale des travailleurs d’Afghanistan (NUWA)
27. The Jordanian Federation of the independent trade unions (JFITU)
28. Workers union coalition Palestine (WUCP)
29. Confédération des syndicats libres et autonomes du Congo (COSYLAC)
30. Union démocratique des travailleurs sénégalais (UDTS)
31. Confédération générale des travailleurs du Bénin (CGTB)
32. Syndicat autonome des fonctionnaires territoriaux du Bénin (SYNAFOTEB)
33. Congrès des syndicats somaliens (SOCOTU)
34. Fédération générale des syndicats libanais
35. Fédération des syndicats démocratiques Morocco (FSD)
36. Congrès national des travailleurs du Sri Lanka (NEC)
37. National Confederation of professional associations in Senegal (CNSPS)
38. Union nationale des travailleurs mauritaniens (UNTM)
39. Confédération mauritanienne des travailleurs (CMT)
40. Organisation démocratique du travail au Maroc (ODT)
41. Conférence syndicale des Maldives (MTUC)
42. Plateforme nationale des organisations professionnelles du secteur public (PFN)
43. Plateforme nationale des organisations professionnelles du secteur public Côte d'Ivoire (PFN)
44. Confédération syndicale des travailleurs de Centrafrique (CSTC)
45. syndicat général des travailleurs du secteur privé en Égypte (GTUPSW)
46. Coalition syndicale en Palestine